# تریستان دو
تریستان دو (تایلندی: ทริสตอง โด؛ زادهٔ ۳۱ ژانویهٔ ۱۹۹۳) بازیکن فوتبال اهل تایلند است.
از باشگاه‌هایی که در آن بازی کرده‌است می‌توان به باشگاه فوتبال لوریان، باشگاه فوتبال موانگتونگ یونایتد، اشاره کرد.
وی همچنین در تیم‌های ملی تیم ملی فوتبال تایلند و Thailand U23 بازی کرده‌است..
وی در مسابقات کشوری و بین‌المللی در مجموع برندهٔ ۱ مدال طلا شده‌است.